# Curral Velho
Curral Velho é um município brasileiro do estado da Paraíba, localizado na Região Metropolitana do Vale do Piancó. De acordo com o IBGE (Instituto Brasileiro de Geografia e Estatística), no ano 2009 sua população era estimada em 2.886 habitantes. Área territorial de 181 km².

## História
A localidade que originou Curral Velho surgiu surgiu por volta de 1850, inicialmente conhecida como Bruxas e depois Bruscas, o nome Curral Velho provém de um antigo curral abandonado que existia no local.
O distrito de Curral Velho foi criado pelo Decreto-lei Estadual n.º 2.210, de 19 de fevereiro de 1959, subordinado ao município de Itaporanga, vindo a ser emancipado por meio da Lei Estadual n.º 2.655, de 21 de dezembro de 1961, instalado somente em 10 de outubro de 1964.

## Geografia
O município está incluído na área geográfica de abrangência do semiárido brasileiro, definida pelo Ministério da Integração Nacional em 2005.  Esta delimitação tem como critérios o índice pluviométrico, o índice de aridez e o risco de seca.